# Копылов, Иван Павлович (Герой Советского Союза)
Иван Павлович Копылов (1 января 1920, село Соловьёво ныне Зыряновского района Восточно-Казахстанской области — 6 октября 1982) — Герой Советского Союза (1945), командир дивизиона 666-го артиллерийского полка (222-я стрелковая дивизия, 33-я армия, 1-й Белорусский фронт).

## Биография
Родился в семье сельского кузнеца. Закончил Ташкентский учетно-экономический техникум. В Советской Армии с 1939 года. В 1941 году окончил Подольское артиллерийское училище. Участник Великой Отечественной войны с июля 1941 года. Участник обороны Москвы.
Командир дивизиона 666-го артполка майор Копылов в составе штурмовой группы 2 февраля 1945 года форсировал реку Одер у деревни Фогельзанг южнее г. Франкфурта. На протяжении нескольких дней дивизион Копылова мужественно отражал многочисленные контратаки гитлеровцев. Противник понес ощутимый урон в живой силе и технике. Плацдарм был удержан, несмотря на большие потери. 16 апреля с этого плацдарма было начато наступление на Берлин. Звание Героя Советского Союза присвоено 31 мая 1945 года.
В 1952 году окончил Военную артиллерийскую академию. С 1973 года полковник Копылов в запасе. Жил и работал в Одессе.
Умер 6 октября 1982 года.

## Награды
- Медаль «Золотая Звезда»;
- орден Ленина;
- орден Красного Знамени;
- орден Александра Невского;
- два ордена Отечественной войны I степени;
- орден Отечественной войны II степени;
- орден Красной Звезды;
- медали.